# Alistair Gilroy
Alistair Gilroy, OBE, britanski general, * 9. julij 1897, † 27. september 1968.